# Ralph Siegel
Ralph Siegel (Monaco di Baviera, 30 settembre 1945) è un compositore, paroliere e produttore discografico tedesco, noto soprattutto per avere scritto numerose canzoni per l'Eurovision Song Contest.

## Biografia
Produttore discografico a partire dal 1970, ha contribuito alla realizzazione di album per un gran numero di artisti, non solo tedeschi: Udo Jürgens, Mary Roos, Heino, Rex Gildo, Michael Holm, Chris Roberts, Costa Cordalis, Mireille Mathieu, Peter Alexander, Roy Black, Karel Gott, Marianne Rosenberg
A partire dal 1972 è anche compositore e/o paroliere di canzoni, 24 delle quali hanno gareggiato all'Eurovision Song Contest.

## Vita privata
Si è sposato tre volte (la terza e attuale moglie è un soprano) e ha tre figlie, una delle quali, Giulia Siegel, è cantante, attrice e personaggio televisivo ; è stato anche sentimentalmente legato a Nadja Abd el Farrag.

## Canzoni scritte per l'Eurovision Song Contest
| Anno | Canzone                                  | Artista                                                                     | Paese          | Posizione        |
| ---- | ---------------------------------------- | --------------------------------------------------------------------------- | -------------- | ---------------- |
| 1974 | Bye Bye I Love You                       | Ireen Sheer                                                                 | Lussemburgo    | 4°               |
| 1976 | Sing Sang Song                           | Les Humphries Singers                                                       | Germania Ovest | 15°              |
| 1979 | Dschinghis Khan                          | Dschinghis Khan                                                             | Germania Ovest | 4°               |
| 1980 | Theater                                  | Katja Ebstein                                                               | Germania Ovest | 2°               |
| 1980 | Papa Pingouin                            | Sophie & Magaly                                                             | Lussemburgo    | 9°               |
| 1981 | Johnny Blue                              | Lena Valaitis                                                               | Germania Ovest | 2°               |
| 1982 | Ein bißchen Frieden                      | Nicole                                                                      | Germania Ovest | 1°               |
| 1985 | Children, Kinder, Enfants                | Margo, Franck Olivier, Diane Solomon, Ireen Sheer & Malcolm & Chris Roberts | Lussemburgo    | 13°              |
| 1987 | Laß die Sonne in dein Herz               | Wind                                                                        | Germania Ovest | 2°               |
| 1988 | Lied für einen Freund                    | Maxi & Chris Garden                                                         | Germania Ovest | 14°              |
| 1990 | Frei zu leben                            | Chris Kempers & Daniel Kovac                                                | Germania       | 9°               |
| 1992 | Träume sind für alle da                  | Wind                                                                        | Germania       | 16°              |
| 1994 | Wir geben 'ne Party                      | Mekado                                                                      | Germania       | 3°               |
| 1997 | Zeit                                     | Bianca Shomburg                                                             | Germania       | 18°              |
| 1999 | Reise nach Jerusalem - Kudüs'e seyahat   | Sürpriz                                                                     | Germania       | 3°               |
| 2002 | I Can't Live Without Music               | Corinna May                                                                 | Germania       | 21°              |
| 2003 | Let's Get Happy                          | Lou                                                                         | Germania       | 11°              |
| 2006 | If We All Give A Little                  | six4one                                                                     | Svizzera       | 17°              |
| 2009 | Just Get Out of My Life                  | Andrea Demirović                                                            | Montenegro     | 11°(semifinale)  |
| 2012 | The Social Network Song (Oh Oh-Uh-Oh Oh) | Valentina Monetta                                                           | San Marino     | 14° (semifinale) |
| 2013 | Crisalide (Vola)                         | Valentina Monetta                                                           | San Marino     | 11° (semifinale) |
| 2014 | Maybe (Forse)                            | Valentina Monetta                                                           | San Marino     | 24°              |
| 2015 | Chain of Lights                          | Michele Perniola & Anita Simoncini                                          | San Marino     | 16° (semifinale) |
| 2017 | Spirit of the Night                      | Valentina Monetta & Jimmie Wilson                                           | San Marino     | 18° (semifinale) |